# Anatoli Semjonowitsch Lewtschenko
Anatoli Semjonowitsch Lewtschenko (russisch Анатолий Семёнович Левченко; * 21. Mai 1941 in Krasnokutsk, Oblast Charkiw, Ukrainische SSR; † 6. August 1988 in Moskau) war ein sowjetischer Kosmonaut.

## Leben

### Tätigkeit als Pilot
Lewtschenko trat 1959 in die Luftwaffe ein und absolvierte 1964 die Offiziershochschule für Militärpiloten in Tschernigow, anschließend diente er als Luftwaffenpilot in der Region Lipezk und in der Turkmenischen SSR.
1970 ging er an die Testpilotenschule des Instituts für Flugforschung (LII), wo er zwischen 1971 und 1979 vier Abschlüsse erreichte. Er flog Jagdflugzeuge, Bomber und Transportmaschinen. Unter anderem arbeitete an der Erweiterung und Verbesserung von Kampfflugzeugen. Insgesamt flog er 87 verschiedene Flugzeugtypen.

### Kosmonautentätigkeit
Ab Juli 1977 nahm er an einem Vorbereitungskurs für den geplanten Raumgleiter Buran teil, im August 1978 hatte er alle medizinischen Tests bestanden, so dass er im Februar 1979 in eine neu gegründete Kosmonautengruppe aufgenommen wurde. Seine Grundausbildung als Kosmonaut fand von April 1979 bis Dezember 1980 im Juri-Gagarin-Kosmonautentrainingszentrum in Swjosdny Gorodok bei Moskau statt. Den Titel „Test-Kosmonaut“ erhielt Lewtschenko nach bestandenen Prüfungen am 12. Februar 1982.
Von September 1982 bis Mai 1983 bereitete sich Lewtschenko zusammen mit Wladimir Wasjutin und Wiktor Sawinych auf einen Flug zur Raumstation Saljut 7 vor, doch die Flugpläne wurden geändert und Lewtschenko verlor diese Zuweisung.

### Buran-Tests
Ab Dezember 1983 arbeitete Lewtschenko wieder am Buran-Program, das sich immer weiter verzögerte.
Zusammen mit Alexander Schtschukin bildete Lewtschenko eine der drei Buran-Mannschaften für Testflüge innerhalb der Atmosphäre. Eine spezielle Version OK-GLI des Raumgleiters war dazu mit Triebwerken versehen worden, die einen horizontalen Start ermöglichten, die Landung erfolgte dann, wie beim raumflugfähigen Buran vorgesehen, ebenfalls horizontal. Zwischen April 1986 und Mai 1987 führten Lewtschenko und Schtschukin drei Rolltests und vier Flugtests durch.

### Raumflug
Ab Mai 1987 bereitete sich Lewtschenko auf einen Flug zur Raumstation Mir vor. Lewtschenko sollte während der Mannschaftsablösung einen Kurzzeitflug unternehmen. Lewtschenko startete am 21. Dezember 1987 an Bord von Sojus TM-4. Das Kommando hatte Wladimir Titow, der Bordingenieur war Mussa Manarow. Diese beiden sollten die dritte Langzeitbesatzung der Mir bilden. Zwei Tage später koppelten sie an die Mir an, wo sie von der bisherigen Besatzung Juri Romanenko und Alexander Alexandrow begrüßt wurden.
Lewtschenkos Aufgabe bei dieser Mission war, seine Flugfähigkeit während der Anpassungsphase an die Schwerelosigkeit zu untersuchen. Dazu hatte er spezielle Einrichtungen in der Orbitalsektion von Sojus TM-4.
Nach sechs Tagen auf der Mir kehrte Lewtschenko zusammen mit Romanenko und Alexandrow an Bord von Sojus TM-3 zur Erde zurück. Seine Zeit im All betrug knapp acht Tage. Unmittelbar nach der Landung musste Lewtschenko seine Flugfähigkeit unter Erdbedingungen unter Beweis stellen. Eine ähnliche Mission hatte Igor Wolk im Juli 1984 auf Saljut 7 durchgeführt.
Da Lewtschenko bei dieser Mission den Kommandanten wechselte, hatte er auch zwei Rufzeichen. Unter Titow war er „Okean 3“, unter Romanenko „Taimyr 3“.

## Tod
Nur etwa sieben Monate später starb Lewtschenko in Moskau im Alter von 47 Jahren an einem Hirntumor. Sein Grab befindet sich auf dem Friedhof Bykowo in Schukowski unmittelbar neben dem Grab von Alexander Schtschukin, der nur 12 Tage nach ihm bei einem Flugzeugabsturz ums Leben kam.

## Ehrungen
Lewtschenko wurde 1987 Held der Sowjetunion und erhielt den Leninorden.

## Privates
Lewtschenko war verheiratet und hatte einen Sohn.